# 不可幸力
「不可幸力」（ふかこうりょく）は2020年1月22日に配信限定でリリースされたVaundyの楽曲。

## 概要
前作から約2ヶ月ぶりのリリースである。
本曲は「Spotify Premium CM『Spotify Town』編」のCMソングとして使用された。CMのメインキャラクターのモデルはVaundyであり、キャラクターデザインもVaundy本人の自画像をもとに制作されている。
自身の曲で初めてストリーミングが累計1億回再生を突破した曲である。

## 認定とセールス
|                                | 認定 (RIAJ)        | 売上/再生回数      |
| ------------------------------ | ------------------ | ------------------ |
| ダウンロード                   | 未公表             | -                  |
| ストリーミング                 | トリプル・プラチナ | 300,000,000 回再生 |
| *認定のみに基づく売上/再生回数 |                    |                    |

## 収録内容
| #  | タイトル     | 作詞・作曲 | 編曲   | 時間 |
| -- | ------------ | ---------- | ------ | ---- |
| 1. | 「不可幸力」 | Vaundy     | Vaundy | 3:21 |

## タイアップ
- Spotify Premium 全国地上波テレビCM「Spotify Town」編 CMソング